# Ian Wallace
Pour les articles homonymes, voir Ian Wallace (homonymie).
 (octobre 2012).
Ian Russell Wallace, né le 29 septembre 1946 à Bury en Angleterre et mort le 22 février 2007 à Los Angeles (Californie), est un batteur connu notamment pour sa participation aux groupes Warriors avec Jon Anderson de 1962 à 1967 et King Crimson de 1971 à 1972.

## Biographie
Ian Wallace a formé son premier groupe, The Jaguars, au lycée avant de joindre The Warriors avec Jon Anderson (plus tard cofondateur de Yes) en 1962 jusqu'à sa dissolution en 1967. Après son passage dans les Warriors, Ian Wallace rejoint The Big Sound (groupe qui jouera pour de nombreux artistes, notamment Sandie Shaw, David Garrick, Marv Johnson et Lou Christie, à la fin des années 1960). En novembre 1968, Ian Wallace joue avec Yes lors de la défection de Bill Bruford, qui hésitait encore entre l'université ou une carrière de musicien. Puis il forme le groupe The Sleepy avec l'ex-bassiste des Warriors David Foster, le claviériste Geoff Peach qui jouerait plus tard avec Brian Davison's Every Which Way, ainsi que les musiciens Rodney Hill et Mike Fowler. Ils publieront deux singles avant de se séparer. 
Ian Wallace rejoint alors Vivian Stanshall et le Bonzo Dog Doo-Dah Band, puis The World, avant de rejoindre King Crimson.  Avec Robert Fripp (guitares, Mellotron), Mel Collins (flûte, sax, et claviers), Boz Burrell (basse et chant) et Peter Sinfield (textes et synthé). Il figure sur l'album Islands, sorti en 1971, et sur le live Earthbound, enregistré durant la tournée américaine de 1972. En mai de la même année à la fin de la tournée américaine, Wallace, Mel Collins et Boz Burrell quittent Crimson pour fonder le groupe Snape avec Alexis Korner. Quatre albums seront donc enregistrés sous le vocable Snape, Alexis Korner & Snape – The Accidental Band, Accidentally Born In New-Orleans,  Alexis Korner & Snape et Live On Tour In Germany, puis le groupe est dissous. Mais Ian collabora tout de même avec Alexis Korner pour son deuxième album éponyme en 1974 avec les anciens musiciens de Snape. Il joua aussi avec Alvin Lee de Ten Years After en solo, sur son premier album avec Mylon Lefebvre  enregistré en 1973, On the Road to Freedom (en). Parmi une belle brochette d'invités, Boz Burrell à la basse, George Harrison au dobro et à la guitare acoustique, Ron Wood à la guitare 12 cordes, à la basse et à la batterie, Steve Winwood au piano, Jim Capaldi, Mick Fleetwood et Ian Wallace à la batterie, ainsi que Rebop Kwaku Baah et Mike Patto (en) aux percussions. Ian jouera sur trois autres albums solos pour Alvin Lee, In flight, Pump iron, Still on the road to freedom. 
Ian Wallace travaille ensuite avec Steve Marriott en 1976 sur l'album Marriott, puis Bob Dylan en 1978, ainsi que Ry Cooder en 1979 et devient un musicien de studio très demandé.
En 1979, Ian Wallace, Peter Banks (anciennement de Yes), Jackie Lomax (ex-Badger), David Mansfield, Kim Gardner et Graham Bell forment The Teabags à Los Angeles pour une courte période mais aucun album n'est enregistré. 
Dans les années '80, il fait partie du groupe de David Lindley (guitariste de Jackson Browne et de Crosby & Nash), avec qui il enregistre les albums El Rayo-X (1981), Win This Record (1982), El Rayo Live (1983) et Mr. Dave (1985).
De 1994 à 1996, il joue pour Johnny Hallyday.
En 2003, il rejoint le groupe 21st Century Schizoid Band (groupe dédié aux reprises des chansons de King Crimson des années 1970) en remplacement de Michael Giles, autre ex-King Crimson. En 2005, il fonde avec Tim Landers (bass) et Jody Nardone (piano) le Crimson Jazz Trio,  qui sort King Crimson Songbook Vol. 1, un album de versions jazzy de compositions de King Crimson. Un second album enregistré en 2006 est sorti en 2009.
Le 10 août 2006, Ian Wallace apprend qu'il est atteint d'un cancer de l'œsophage. Il meurt le 22 février 2007.

## Discographie

### The Warriors

#### Single
- 1964 : 1964: You came along/Don't make me blue - Decca Records

#### Albums
- 2003: The Warriors : Bolton Club 1965 - VoicePrint
- 2003: The Warriors '65

### The Sleepy

#### Singles
- 1968 : Rosie Can't Fly/Mrs. Bailey's Barbecue & Grill
- 1968 : Love's Immortal Fire/Is It Really The Same

### The World
- 1970 : The World – Lucky Planet

### King Crimson
- 1971 : Islands
- 1972 : Earthbound
- 1998 : Live at Jacksonville, 1972
- 2000 : Live at Summit Studios: Denver, 03/12/1972
- 2001 : Live in Detroit 1971
- 2002 : Ladies of the Road
- 2003 : Live in Orlando, 1972

### Snape

#### Single
- 1973 : Sweet Sympathy/ Gospel Ship

#### Albums studio
- 1972 : Alexis Korner & Snape – The Accidental Band
- 1973 : Accidentally Born in New Orleans
- 1973 : Alexis Korner & Snape

#### Album Live
- 1973 : Snape Live on Tour in Germany

### Alvin Lee
- 1973 : Alvin Lee & Mylon LeFevre - Road to Freedom
- 1974 : Alvin Lee - In Flight
- 1975 : Alvin Lee - Pump Iron!
- 1995 : Alvin Lee & Ten Years After - Pure Blues
- 2000 : Alvin Lee & Ten Years After - Solid Rock

### Chas Hodges, Dave Peacock, Gerry Hogan, Ian Wallace
- 1974 : Oily Rags

### Steve Marriott
- 1976 : Marriott - Avec Greg Ridley, David Foster, Mickey Finn, Ernie Watts. etc.

### Bob Dylan
- 1978 : Bob Dylan - Street Legal
- 1979 : Bob Dylan - At Budokan
- 2003 : Bob Dylan - Street Legal [Réédité]

### David Lindley Band
- 1981 : El Rayo-X
- 1982 : Win This Record
- 1983 : El Rayo Live
- 1985 : Mr Dave

### Johnny Hallyday
1994 : À La Cigale (album enregistré en public, resté inédit jusqu'en 2003)
1995 : Lorada (album studio)
1996 : Lorada Tour (album enregistré en public à Bercy en 1995)
Destination Vegas
Live at the Aladdin Theatre (album enregistré en public, resté inédit jusqu'en 2003)

### The Wallace/Trainor Conspiracy
- 1998 : Take A Train

### Crimson Jazz Trio
- 2005 : King Crimson Songbook, Volume One
- 2009 : King Crimson Songbook, Volume Two

### 21st Century Schizoid Band
- 2006 : Pictures of a City: Live in New York

### Solo
- 2003 : Happiness With Minimal Side Effects

### Collaborations
- 1972: Billy Burnette - Billy Burnette
- 1973: Jackson Heights - Bump & Grind - Avec Lee Jackson , Brian Chatton et John McBurnie.
- 1974: Alexis Korner - Alexis Korner - Avec Mel Collins et Boz Burrell.
- 1974: Big Jim Sullivan - Big Jim is Back
- 1976: Steve Marriott - Marriott
- 1981: Ron Wood - 1234
- 1982: Don Henley - I Can't Stand Still
- 1983: Jon Anderson - Animation
- 1983: Stevie Nicks - Wild Heart
- 1984: Don Henley - Building the Perfect Beast
- 1986: Graham Nash - Innocent Eyes
- 1986: Jackson Browne - Lives in the Balance
- 1986: Bonnie Raitt - Nine Lives
- 1988: The Traveling Wilburys - Traveling Wilburys, Vol. 1
- 1989: Roy Orbison - Mystery Girl
- 1990: London Quireboys - Little Bit of What You Fancy
- 1995: Joe Walsh - Robocop: The Series Soundtrack
- 2000: Billy Burnette - Are You With Me Babe
- 2001: Rodney Crowell - Houston Kid
- 2003: Esther Phillips - Black-Eyed Blues
- 2005: Fission Trip - Fission Trip, Volume One
- 2005: Adrian Belew - Side One
- 2006: Jakko Jakszyk : The Bruised Romantic Glee Club - Avec Robert Fripp, Ian McDonald, Mel Collins, Hugh Hopper, Clive Brooks, etc.
- 2007: The Traveling Wilburys - Traveling Wilburys - Ian frappe les toms sur Handle with care .
- 2007: Steve Marriott's All Stars - Wham Bam

### Sources

#### The Warriors
- You Came Along / Don't Make Me Blue[8]
- Featuring  Jon Anderson  –  Bolton Club '65[9]

#### King Crimson
- Islands[10]
- Earthbound[11]
- Live At Jacksonville, 1972[12]
- Live At Summit Studios, Denver (March 12, 1972[13]
- Live In Detroit, MI (December 13, 1971)[14]
- Ladies Of The Road: Live 1971-1972[15]
- Live In Orlando, FL (February 27, 1972)[16]

#### Snape
- Discographie[17]
- Alexis Korner & Snape  –  Accidentally Born In New Orleans[18]

#### Alvin Lee
- Discographie[19]